# Orde van de Ster van de Volksrepubliek Roemenië
De Orde van de Ster van de Volksrepubliek Roemenië (Roemeens: "Ordinul Steaua Republicii Populare Romane") werd op 12 januari 1948 ingesteld door de regering van de in december uitgeroepen volksrepubliek. Een "Orde van de Ster" was in Roemenië historisch; er was in 1864 al een orde met deze naam ingesteld, de Orde van de Ster van Roemenië, later "Koninklijke Orde van de Ster van Roemenië", was meer dan 80 jaar de belangrijkste Roemeense onderscheiding geweest.
Een dergelijke orde, met vijf graden en een Roemeens kruis als symbool beviel de nieuwe regering van Gheorghe Gheorghiu-Dej niet. Zij stelde socialistische orden in met een rode ster als hoofdmotief. De nieuwe orde kreeg vijf klassen maar men vermeed aanduidingen als "ridder en "commandeur".
Het kleinood was een rode vijfpuntige blauwgerande ster, symbool van het communisme, in de eerste drie graden met gouden of zilveren stralen tussen de punten en een centraal medaillon met voor de op de borst gedragen sterren van de eerste twee klassen de datum "30 DECEMBRIE 1947 het voor de drie lagere, aan een rood lint op de borst gedragen graden het monogram "RPR".
De ster van de Eerste Klasse was van goud, die van de Tweede Klasse van zilver. De ster van de IIIe Klasse was van goud en werd aan een lint op de linkerborst gedragen. De ster van de IVe Klasse was van zilver. Bij de zilveren ster van de Ve Klasse ontbreken de stralen.
De staatsraad verleende de onderscheiding voor verdiensten voor militaire, burgerlijke, wetenschappelijke, sociale en politieke verdienste. Ook het "vervolmaken van vrijheid en democratie" en verdienste voor de wederopbouw van het land werden met deze orde gehonoreerd.

## Het tweede model van 1964 tot 1966
In 1964 werd besloten het model van de orde ingrijpend te wijzigen. Vanaf dat moment veranderde het uiterlijk van de badge te volkomen en ook de aard van de orde werd gewijzigd, het werd nu een orde voor gebruik in het diplomatieke verkeer. De Orde had nog steeds vijf klassen. Het verschil tussen deze graden werd aangeduid door de kleur van de ster, het medaillon en het gebruik van brillanten:
- Ie Klasse; het versiersel is een vijfpuntige verguld zilveren ster met vijf stralen die aan de uiteinden eindigen in brede balken. De middelste balk is bezet met brillanten. Het medaillon is omgeven door een halve krans van lauwerbladeren. De ring van het medaillon is ook met brillanten versierd. Het medaillon is karmijnrood geëmailleerd en, net als alle klassen versierd met het gouden wapen van de Volksrepubliek.

- IIe Klasse; het versiersel is een vijfpuntige verguld zilveren ster met vijf stralen die aan de uiteinden eindigen in brede balken. Het medaillon is omgeven door een halve krans van lauwerbladeren. Het medaillon is karmijnrood geëmailleerd en, net als alle klassen versierd met het gouden wapen van de Volksrepubliek.

- IIIe Klasse: het versiersel is een vijfpuntige verguld zilveren ster met vijf stralen die aan de uiteinden eindigen in brede balken. Het medaillon is omgeven door een halve krans van lauwerbladeren. Het medaillon is karmijnrood geëmailleerd en, net als alle klassen versierd met het zilveren wapen van de Volksrepubliek.

- IVe Klasse; het versiersel is een vijfpuntige zilveren ster met vijf stralen die aan de uiteinden eindigen in brede balken. Het medaillon is omgeven door een halve krans van lauwerbladeren. Het medaillon is blauw geëmailleerd en, net als alle klassen versierd met het zilveren wapen van de Volksrepubliek.

- Ve Klasse; het versiersel is een vijfpuntige zilveren ster met vijf stralen die aan de uiteinden eindigen in brede balken. Het medaillon is omgeven door een halve krans van lauwerbladeren. Het medaillon is oranje geëmailleerd en, net als alle klassen versierd met het zilveren wapen van de Volksrepubliek.

De orde werd slechts twee jaar lang in deze uitvoering verleend en de sterren van het tweede model zijn dan ook vrij zeldzaam.
De nieuwe Roemeense regering stelde in 1998 een nieuwe Orde van de Ster van Roemenië in. Deze leek sterk op de in 1948 opgeheven en verboden ridderorde van de koning.
Orde van Michaël de Dappere ·
Orde van Carol I ·
Koninklijke Bene Merenti Orde ·
Orde van de Ster van Roemenië ·
Herinneringskruis voor Dames ·
Orde van het Kruis van Koningin Maria ·
Orde van Verdienste ·
Orde voor Trouwe Dienst ·
Orde van Verdienste voor de Landbouw ·
Orde van de Kroon van Roemenië ·
Orde van Ferdinand I ·
Orde voor Culturele Verdienste ·
Ereteken van de Roemeense Adelaar ·
Orde voor Dappere Vliegeniers ·
Orde van de Ster van de Volksrepubliek Roemenië ·
Held van de Socialistische Republiek Roemenië ·
Heldenmoeder van de Socialistische Republiek Roemenië ·
Held van de Socialistische Arbeid ·
Orde van de Overwinning van het Socialisme ·
Orde van Wetenschappelijke Verdienste ·
Orde van Medische Verdienste ·
Orde van Tudor Vladimirescu ·
Orde van de Ster van de Socialistische Republiek Roemenië ·
Orde van de Arbeid ·
Held van de Nieuwe Agrarische Revolutie

Zie ook: Ridderorden in Roemenië